# Chiesa della Beata Maria Vergine Assunta (Alessandria)
La chiesa della Beata Maria Vergine Assunta, conosciuta anche con il nome di chiesa ortodossa di San Nicola di Myra, è un ex luogo di culto cattolico donato nel 2020 al Patriarcato di Mosca. Situata nel centro storico della città di Alessandria, sul limitare del borgo Rovereto, è posta al centro di un crocevia di quattro strade.

## Storia
La chiesa fu edificata nella prima metà del XVII secolo in seguito ad una devastante epidemia di peste che colpì la città di Alessandria. Durante il XVIII secolo la chiesa venne completamente ristrutturata e nella metà del XIX secolo fu aggiunto il piccolo campanile.
Nel 2015 la chiesa, che versava in un sensibile stato di degrado, venne integralmente restaurata. Agli inizi del 2020 la Diocesi di Alessandria ha donato la chiesa al Patriarcato di Mosca che vi insediò la parrocchia ortodossa di San Nicola di Myra.